# 上ナイル地方
上ナイル地方（英語: Greater Upper Nile）は、南スーダンの地方。南スーダン北東部に位置し、北をスーダンと、東をエチオピアと接する。地方名はこの地方を貫流する白ナイル川より取られた。地域の東部にはスッド大湿原が広がる。この地域の住民はヌエル人、シルック人が多く、ディンカ人やアニュワ人も居住する。この地域はかつては上ナイル州であったが、1996年に分割され、上ナイル州、ユニティ州、ジョングレイ州の3州に分かれた。2011年7月9日の南スーダン独立によって、この地方は西のバハル・アル・ガザール地方および南のエクアトリア地方とともにスーダン領から南スーダン領となった。